# 8986 Kineyayasuyo
8986 Kineyayasuyo eller 1978 VN2 är en asteroid i huvudbältet som upptäcktes den 1 november 1978 av den japanske astronomen Kōichirō Tomita vid CERGA-observatoriet i Frankrike. Den har fått sitt namn efter upptäckarens syster Yasuyo Kineya.
Asteroiden har en diameter på ungefär 10 kilometer och den tillhör asteroidgruppen Themis.